# Victoria Prentis
Victoria Mary Boswell Prentis (Banbury, 1971. március 24. –) brit konzervatív politikus, 2015 és 2024 között Banbury választókerület képviselője.
Prentis 2016 júliusa és 2017 júniusa között a Közlekedési Minisztérium junior minisztereinek, 2017 júniusától 2020 februárjáig pedig az alsóház vezetőjének dolgozott parlamenti magántitkár. Gazdálkodásért, halászatért és élelmiszerekért felelős parlamenti államtitkárhelyettesi pozíciót is betöltött 2020 februárjában, 2021 szeptemberében pedig mezőgazdasági, halászati és élelmiszerügyi államminiszterré léptették elő, a második Johnson-kormány második átalakítása során. 2022 szeptemberében Liz Truss miniszterelnök munkaügyi és jóléti államminiszterré nevezte ki. Truss lemondását, és Rishi Sunak miniszterelnökké válását követően, Prentist Anglia és Wales főügyészévé nevezték ki, pozívióját 2022 októberétől 2024 júliusáig töltötte be.

## Fordítás
Ez a szócikk részben vagy egészben  a   Victoria Prentis című angol Wikipédia-szócikk ezen változatának fordításán alapul.  Az eredeti cikk szerkesztőit annak laptörténete sorolja fel. Ez a jelzés csupán a megfogalmazás eredetét és a szerzői jogokat jelzi, nem szolgál a cikkben szereplő információk forrásmegjelöléseként.